# يوشيشيجي يوشيدا
يوشيشيجي يوشيدا (باليابانية: 吉田喜重) (من مواليد 16 فبراير 1933) مخرج وكاتب سيناريو ياباني، أخرج في مسيرته تسعة عشرة فيلماً. كتب كتاب يدرس فيه سينما المخرج الياباني ياسجيرو أوزو. ترشح لعدة جوائز منها السعفة الذهبية.

## وصلات خارجية
- يوشيشيجي يوشيدا في قاعدة بيانات الأفلام على الإنترنت
- يوشيشيجي يوشيدا في قاعدة بيانات الأفلام اليابانية (باليابانية)